# Het narrenschip (schilderij)
Het narrenschip is een schilderij van de Zuid-Nederlandse schilder Jheronimus Bosch in het Louvre in Parijs.

## Voorstelling
Het stelt een bootje voor dat met een pollepel bestuurd wordt. Op het bootje is een plank gelegd die dienstdoet als tafel. Aan deze tafel zitten een franciscaner monnik en een luitspelende non. Samen met nog twee mannen happen ze naar een opgehangen koek. Op de plank voor hen staat een beker en een schaal met kersen. Voorin houdt een man een fles koel in het water. Terwijl hij dit doet wordt hij belaagd door een vrouw met een kruik. In plaats van een mast heeft het bootje een hoge boom met bovenin een uil. Iets lager wappert een rode vlag met een halve maan. Daaronder heeft iemand een gebraden gans vastgebonden. Een man met een mes klimt in de boommast om de gans los te snijden. Ook steekt er een stok met daarop een omgekeerde kruik uit het bootje. Uit het bootje groeit rechts een kleinere boom, waarop een nar, met zotskolf en narrenkap, uit een nap drinkt. Aan het boompje hangt verder nog een vis. Voor het bootje zwemmen twee mannen, waarvan één een schaal vasthoudt. Helemaal rechts hangt een man brakend overboord.

### Narrenschiff
Het werk wordt vaak vergeleken met het gedicht Narrenschiff (Het narrenschip) van Sebastian Brant, uitgegeven in 1494. In dit gedicht wordt verteld hoe een aantal schepen met narren koers zetten naar Narragonia, het land der dwaasheid. Het is gebaseerd op de allegorie Schip der dwazen afkomstig uit boek IV van Plato's Staat, over een schip met een disfunctionerende bemanning. Het gedicht is bedoeld als satirische kijk op de samenleving, inclusief de geestelijke stand. Hoe dit gezelschap doelloos en stuurloos rondvaart beschrijft hij in de volgende strofe:

Wir faren umb durch alle landt
All port durchsuchen wir, und gstadt
Wir faren umb mit grossem Schad
Und künnent doch nit treffen wol
Den staden do man lenden sol
Unser umbfaren ist on end
Dann keyner weisz, wo er zu lend
Und hart doch keyn ruw tag, und naht
Uff wiszheyt unser keyner acht.
(Wij varen rond door ieder land. Elke haven en stand doorzoeken wij. Wij varen rond met grote schade en kunnen de plek waar we moeten landen maar niet vinden. Onze rondreis is zonder eind, want niemand weet waar hij landen kan. En niemand rust, zowel overdag als 's nachts, en geen van ons slaat acht op de wijsheid.)
—  Sebastian Brant.

Brants boodschap was dus zeer serieus. Hij wilde de mensen ‘wijsheid, rede en goede zeden’ bijbrengen en hen behoeden voor ‘narheid, blindheid, dwaling en dwaasheid’. In feite was het een moderne aanvulling op de Zeven Hoofdzonden. In de Latijnse vertaling, Stultifera navis, door Jakob Locher, die in 1498 werd uitgegeven, staat een aanvulling van Brant, die bestaat uit een verhandeling over het te gronde gaan van mensen die er een, in zijn ogen, verkeerde levenswijze op nahielden, zoals alcoholici en overspeligen.
Net als de houtsneden in Narrenschiff, gebruikt Bosch de nar om het slechte voorbeeld te geven. Hij is van het feestvierend gezelschap afgekeerd, waarmee hij aangeeft dat hij zich buiten de samenleving heeft gesteld. Bovendien is de nar een zondaar die, in tegenstelling tot de kluizenaar, een geliefd thema van Bosch, voortdurend aan zijn impulsen toegeeft en op die manier nooit rust vindt.

### Die blau Schuyte
Niet alle auteurs zijn het erover eens dat het werk ontleend is aan het gedicht van Sebastian Brant. Er is maar één echte nar aan boord en op sommige afbeeldingen zijn meerdere boten met narren te zien. In 1933 wees historicus Diederik Enklaar op verschillende Nederlandse 'broederschappen' met de naam De Blauwe Schuit. Dit waren verenigingen die feesten organiseerden, vergelijkbaar met huidige carnavalsverenigingen. Om die reden wordt het werk soms ook Die blau Schuyte genoemd. Mogelijk heeft Bosch een dergelijk 'broederschap' als uitgangspunt genomen. Volgens Bosch-auteur Dirk Bax is het werk een uitbeelding van onmatigheid en dwaasheid. Volgens conservator van het Louvre, Hélène Adhémar, heeft het Narrenschip als boodschap: dronkenschap leidt tot de ondergang.

## Datering

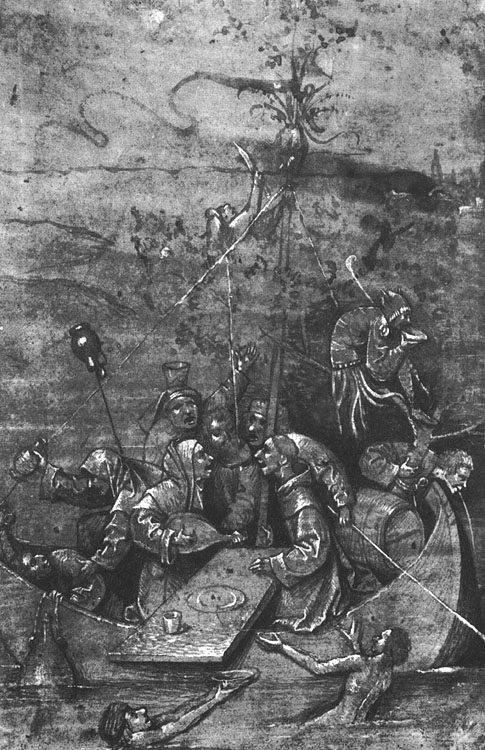
Naar Jheronimus Bosch. Het narrenschip. Gewassen inkt op papier. Parijs, Louvre.

Dendrochronologisch onderzoek heeft aangetoond dat het werk omstreeks 1491 of later is ontstaan. Uit dit onderzoek is ook gebleken dat het oorspronkelijk samen met de Allegorie op de gulzigheid één paneel vormde, dat ooit in tweeën is gezaagd. Omdat beide panelen daarnaast ook ingrijpend zijn overgeschilderd, was dit in eerste instantie niet zo duidelijk, maar röntgenfoto’s hebben aangetoond dat de bladeren en een knie op Het narrenschip aansluiten op een tak en een been op de Allegorie op de gulzigheid. Dit langwerpige paneel vormde op zijn beurt samen met De dood van een vrek de zijvleugels van een drieluik met aan de buitenzijde de Marskramer. Ook iconografisch sluiten deze drie voorstellingen geheel bij elkaar aan. Waar Het narrenschip verkwisting hekelt, hekelt De dood van een vrek gierigheid en hebzucht. De zogenaamde marskramer zoekt tussen deze twee uitersten de gulden middenweg.

## Tekening
In het Louvre bevindt zich een getekende versie van het werk. Deze versie is uitgevoerd in bruine inkt en is met witte verf opgehoogd. In plaats van een boom staat op deze tekening een mast met takken afgebeeld, wat betekent dat het schilderij vrijwel zeker gedeeltelijk is overgeschilderd. Bosch-expert Max Friedländer merkt op dat de tekening overeenkomt met de grisailles die Bosch aan de buitenzijde van zijn drieluiken aanbracht. Hij schreef de tekening toe aan Bosch, maar kon niet zeggen of deze voor of na het schilderij tot stand kwam. Wel was hij van mening dat het hier onmogelijk om een voorstudie kon gaan en dat de tekening een opzichzelfstaand werk is. Tegenwoordig gaat men ervan uit dat de tekening gemaakt is door een kopiist.

## Herkomst
Het werk werd in 1914 voor het eerst gesignaleerd in de verzameling van de Franse kunsthistoricus en conservator van het Louvre, Camille Benoît in Parijs. Deze schonk het in 1918 aan het Louvre. In 1927 werd het werk op initiatief van conservator van het Louvre, Jean Guiffrey, voor de duur van drie jaar in bruikleen afgestaan aan het Rijksmuseum Amsterdam. In ruil daarvoor kreeg het Louvre het fragment Stilleven met boeken in een nis van de Meester van de Annunciatie van Aix te leen.